# Johann Hermann
Johann, ou Jean, Hermann (Barr, Alsácia, 31 de dezembro de 1738 — Estrasburgo, 6 de outubro de 1800) foi um médico e naturalista francês. Ele era professor de medicina na Universidade de Estrasburgo. Ele foi o autor da Tabula affinitatum animalium (1783) e Observationes zoologicae quibus novae complures, publicado postumamente em 1804. Sua coleção zoológica foi comprada pela cidade de Estrasburgo em 1804 e serviu de base para o Strasbourg zoological Museum.
Nome de Hermann sobrevive a mais famosa através Hermann's Tortoise.